# Château de Thierry
Le château de Thierry doit son nom à Marc-Antoine Thierry qui le fit construire en 1776 pour en faire sa demeure à Ville-d'Avray. À l'origine, il comportait une chaumière, une ferme, des communs et des écuries. Le parc était agrémenté de nombreuses fabriques.

## Histoire
Marc-Antoine Thierry, premier valet de chambre du roi Louis XVI, fait raser le vieux manoir seigneurial de La Brosse pour se faire construire une vaste demeure en 1776 par l'architecte Joseph-Elie-Michel Le Fèvre. Louis XVI lui cède la seigneurie de Ville-d'Avray en 1783. Thierry périt le 2 septembre 1792 victime des massacres de la Révolution. Les communs et la chapelle sont détruits à cette époque. Sa veuve, Cécile Marguerite Lemoine de Boullongne (1734 – 1813), et ses enfants se défont du château en 1796.
En 1854, il est acquis par Paul Cocteau (1798 - 1865), notaire à Paris et maire de Melun, grand-père de Jean Cocteau. Il vend une partie du terrain au flanc de la colline, au baron Yvelin de Béville. Loué par appartements, le château eut plusieurs locataires dont Jean-Baptiste Fréville dit le Vingt (1777 - 1860), maire de Sèvres en 1848 et vice-président du Conseil général de Seine-et-Oise.
En 1871, le château devient la propriété de Madame Paul Lelong, veuve de l'architecte de la Banque de France. À sa mort en 1895, le domaine revient à Ferdinand Baston, comte de Lariboisière (1856 - 1931) qui le vend à Félix Laroche, ingénieur du canal de Suez.
Le château est converti en hôpital militaire pendant la première guerre mondiale et occupé par les troupes allemandes pendant la seconde.
En 1969, la commune acquiert le château, menacé de démolition, et ce qui reste de son parc. Le château est ouvert aux activités culturelles et officielles, expositions, réunions du conseil municipal, concerts, classes de musique, etc.
Le château fait l'objet d'une inscription au titre des monuments historiques depuis le 30 juillet 1973

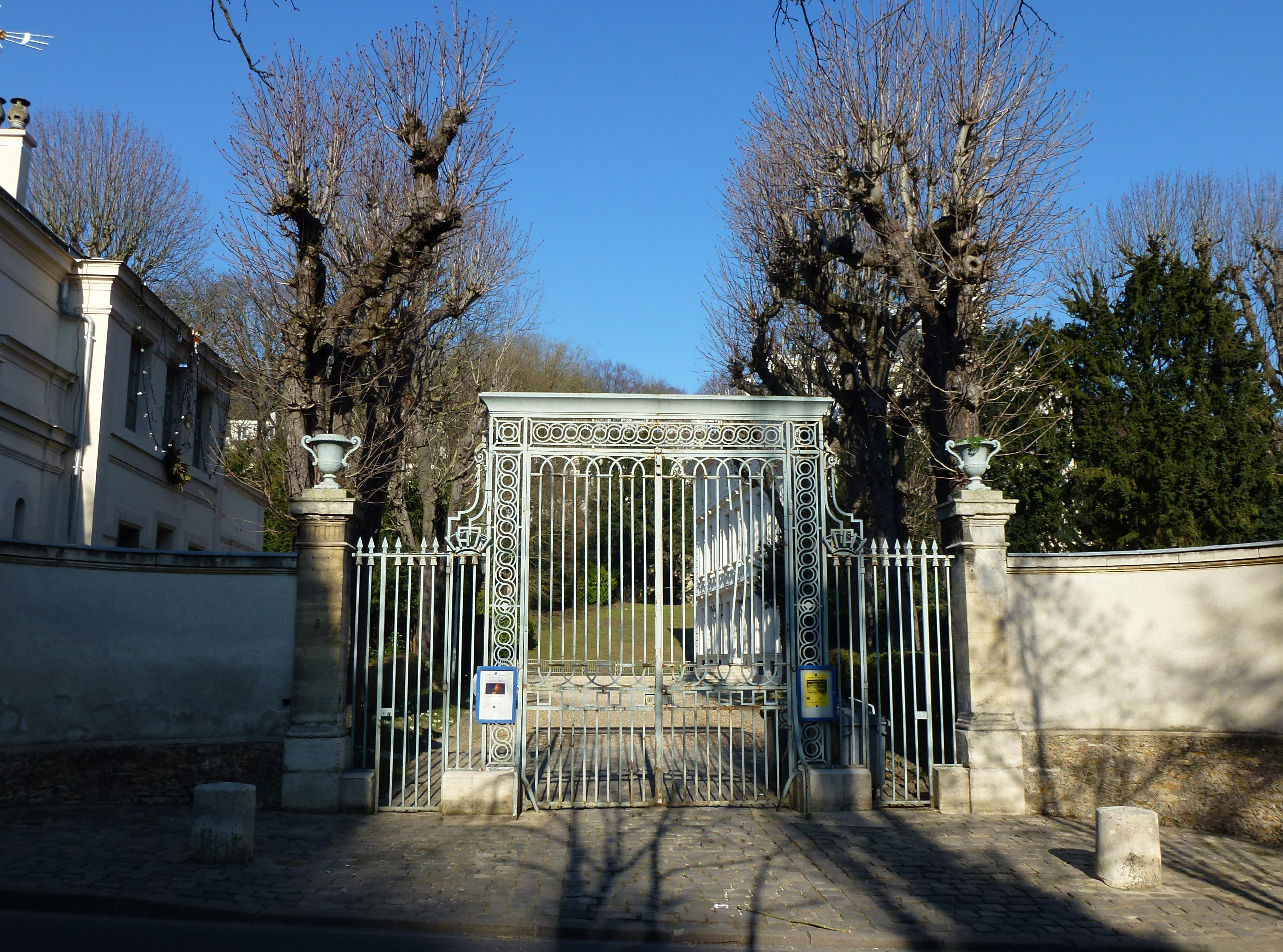
Entrée latérale
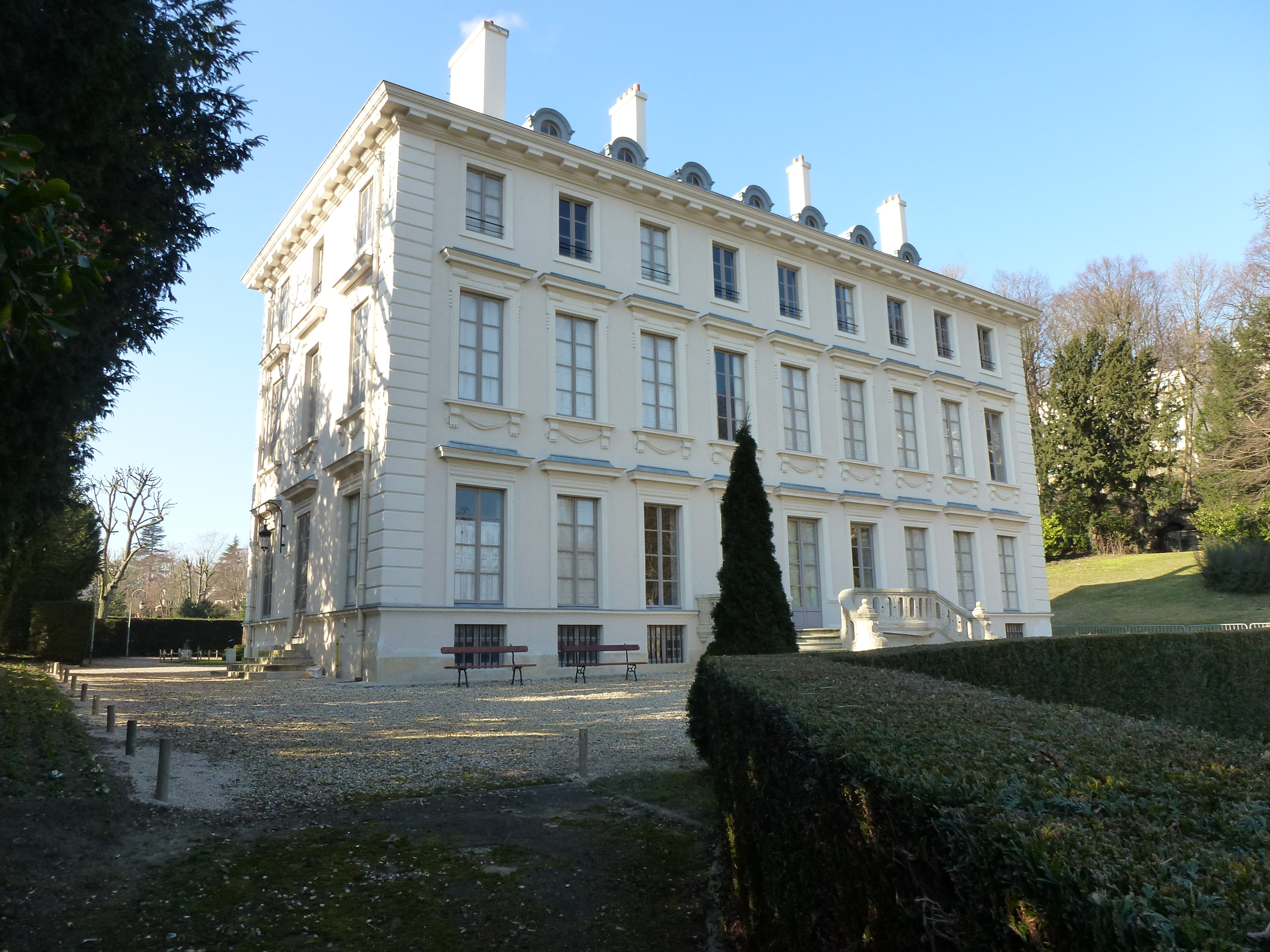
Façade est
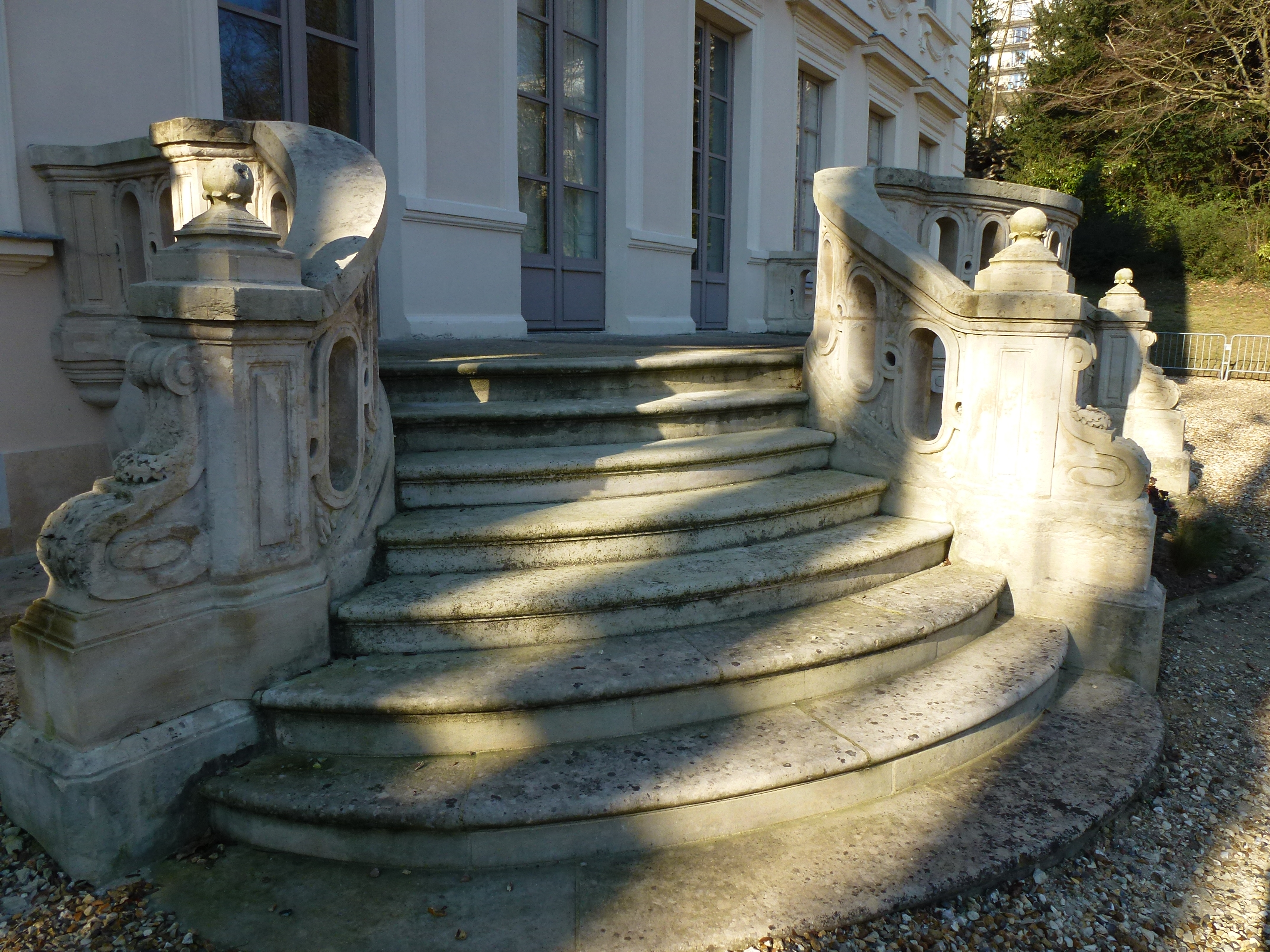
Escalier d'honneur

## Architecture
Le château est une belle résidence de style néoclassique très pur. Il est caractéristique du style Louis XVI, simple, discret et élégant à motifs décoratifs raffinés.
On accède au domaine par une grille de fer forgé ouvrant sur le carrefour de l'église et dont le fronton porte le monogramme PL que madame Paul Lelong avait fait inscrire. Cette grille d'entrée est inscrite à l'Inventaire supplémentaire.
Un corps de bâtiment unique de plan rectangulaire s'élève sur un rez-de-chaussée, un étage et un attique. Son toit en faible pente comprend 7 lucarnes arrondie et la base du toit est constituée d'une corniche à modillons. Les fenêtres de l'étage sont ornées de guirlandes de laurier en bas relief sous chacune de leurs consoles.
L'escalier d'entrée en fer à cheval bordé d'une rampe de pierre est classé monument historique.